# Cent cavalls
Cent cavalls (xinès simplificat: 图成百骏, igualment xinès simplificat: 百骏图) és una pintura sobre seda a la tinta sobre rotlle horitzontal, realitzada pel missioner jesuïta milanès Giuseppe Castiglione (pinyin: Lang Shinin) durant la seva estada a la cort de la Xina, l'any 1728. S'hi representa un gran nombre de cavalls lliures en un paisatge tranquil. La pintura es conserva al Museu nacional del Palau, la Republica de la Xina.

## Context
Aquesta pintura és una encàrrec de la cort imperial dels Qing, en la que els cavalls formen un dels seus temes artístics favorits. A l'època, Castiglione comença la seva carrera com a pintor de la cort imperial xinesa, on havia de refermar la seva posició. Aquesta obra va ser pintada l'any 1728, sota el regnat de l'emperador Yongzheng.

## Descripció
La pintura mesura 94,5 cm d'alçada per 7,76 metres de llarg. Un format habitual en la seva època. Representa un gran nombre de cavalls en postures variades, en el marc de paisatges de rius envoltats a l'horitzó de muntanyes, de manera ininterrompuda
Es una obra pintada totalment en perspectiva, segons la forma europea de tractar l'espai. Aquesta tècnica era llavors parcialment desconeguda a la Xina. La pintura difereix d'altres obres xineses de la mateixa època. Les proporcions són homogènies, i l'artista recorre a jocs d'ombres i els clarobscurs, probablement inspirats per la imatgeria teatral europea. Utilitza múltiples línies de fuga. Aquesta obra va representar segurament una proesa per a Castiglione, perquè la pintura sobre un rotlle horitzontal d'aquella longitud no li era pas familiar.
Els troncs dels arbres són pintats de manera realista.

## Recorregut de la pintura
L'obra és conserva al Museu Nacional del Palau a la República de la Xina. És considerada com la un dels millors treballs de Castiglione, i com l'una dels seus dos més famoses pintures, amb L'emperador Qianlong en armadura ceremonial i a cavall.